# BDSM

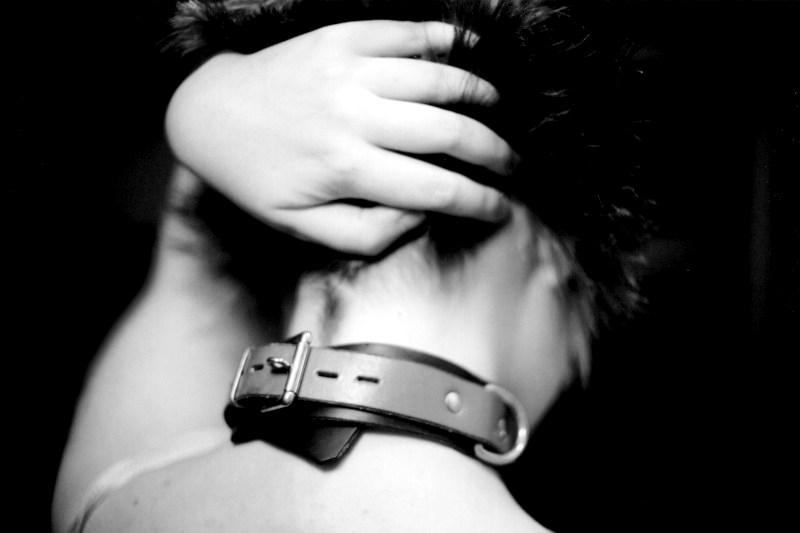
Obojek je typická rekvizita BDSM

BDSM (dříve partnerský sadomasochismus) je zkratka pro sadistické erotické představy nebo sexuální chování, kterého se lidé účastní dobrovolně. Používá se pro jednu nebo více aktivit, jimiž jsou sexuální sadismus a masochismus (působení a přijímání silných fyzických podnětů nebo bolesti), dominance a submisivita v sexu (nadvláda a podřizování se) a bondage (svazování, znehybňování) nebo bondage & discipline (svazování a výcvik). Jako BDSM jsou označovány jemnější i drsné sexuální praktiky (naplácání, bičování). Osoby mohou hrát při „scénkách“ různé role (paní a otroci, učitel a školačka, majitel a zvíře), nosí odpovídající oblečení a používají různé vybavení; typické bývá použití koženého oblečení a pomůcek.
BDSM se lidé účastní dobrovolně. Před praktikováním BDSM je třeba poskytnout souhlas s možností jeho odebrání během BDSM. Součástí domluvy partnerů na dohodnutých praktikách je signál, jenž aktivitu ukončuje, pokud je vnímána jako nepříjemná. Vynucování či pokračování v praktikách přes nesouhlas či signalizaci odebrání souhlasu je násilí. Byly zaznamenány případy nerespektování odebrání souhlasu a překračování stanovených hranic. Pornografie ve filmu a literatuře znázorňuje téma BDSM jako fantazii, partneři se předem nedomlouvají na ukončení pomocí signálů – nejedná se o návod pro využití v reálném životě.

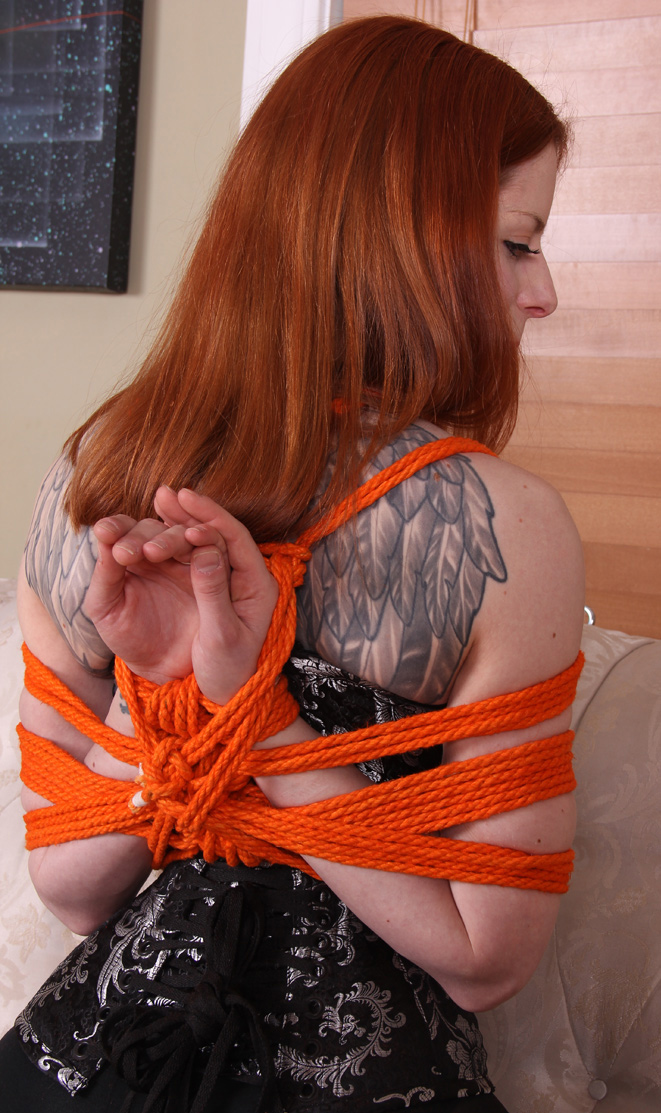
K BDSM (bondage) patří znehybnění partnera

BDSM může podle výzkumů vzrušovat až polovinu populace, přesto je počet osob pohybujících se v BDSM klubech a komunitách významně menší. Podle diagnostického manuálu ICD-11 není dobrovolný BDSM sex považován za poruchu; odvozený český systém MKN-11 byl naplánován k převzetí v roce 2022. Lidé s preferencí pro BDSM mohou mít obavy z přijetí ostatními. V procesu ujasňování si svého sexuálního zaměření s nimi mohou osoby zkušenější v BDSM manipulovat v otázce sexuální orientace a zneužít tohoto postavení pro vlastní sexuální vyžití.

## Historie a charakteristika

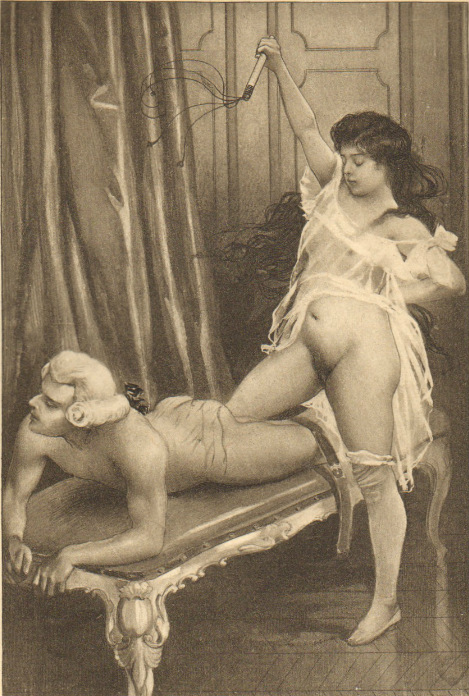
Vyobrazení aktu bičování

Termín „BDSM“ byl poprvé zaznamenán v příspěvku v počítačové síti Usenet v roce 1991 a je interpretován jako kombinace zkratek B/D (bondage a disciplína/dominance), D/S (dominance a submisivita) a S/M (sadismus a masochismus). BDSM je nyní používán jako pojem zahrnující širokou škálu činností, forem mezilidských vztahů a odlišné subkultury. Ve společnosti BDSM obecně vítáni lidé s nestandardními povahovými rysy, kteří se ztotožňuje s komunitou; to může zahrnovat cross-dress, úpravu těla, hraní rolí, fetišismus k specifickým látkám (latex, hebvábí) a další.
Činnosti a vztahy v kontextu BDSM jsou charakterizovány účastí na doplňkových, ale nerovných rolích; tj. myšlenka informovaného souhlasu obou partnerů je zásadní. Termíny „submisivní“ a „dominantní“ se často používají k rozlišení těchto rolí: dominantní partner („dom“) přebírá psychologickou kontrolu nad submisivním partnerem („sub“). Rovněž se používají termíny „top“ a „bottom“, přičemž „top“ vede lekci, zatímco a „bottom“ ji přijímá. Tyto dvě sady termínů jsou ale jemně odlišné: například, někdo se může rozhodnout jednat zdola k jiné osobě, například tím, že bičuje, čistě rekreačně, aniž by to mělo za následek psychologickou dominanci druhou osobou, nebo může být nařízeno submisivnímu masírovat dominantního partnera. Přesto ale vedoucí a přijímající nemusí nutně měnit své role.
Zkratky „sub“ a „dom“ se často používají místo „submisivní“ a „dominantní“. Někdy se pro ženu používají termíny „milenka“, „domme“ nebo „domina“, které popisují dominantní ženu, místo rodově neutrálního termínu „dom“. Jednotlivci, jež se mohou měnit mezi submimisivnímí a dominantními – ať už ze vztahu ke vztahu nebo uvnitř daného vztahu – se nazývají „switch“. Přesná definice rolí a sebeidentifikace je v komunitě BDSM běžným předmětem debaty.

## Základní popis

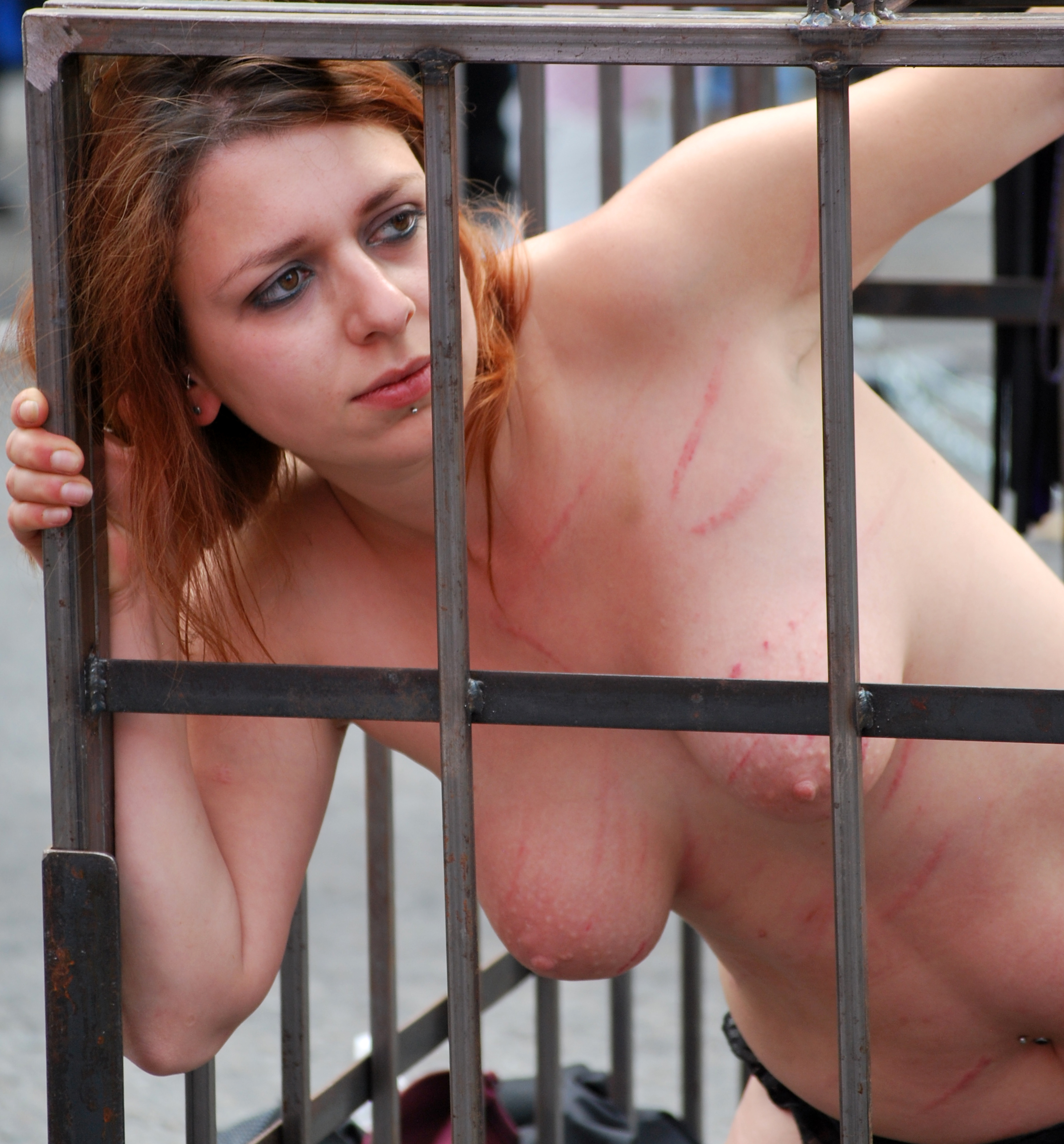
Žena v kleci na veletrhu ve Folsom Street v USA, červené pruhy na jejím těle jsou z bičování

„BDSM“ je zastřešující pojem pro určité typy erotického chování mezi dospělými lidmi, kteří s tímto chováním vyjádřili souhlas. Pod tímto zastřešujícím termínem existují různé druhy subkultur. Terminologie rolí se u různých subkultur velmi liší. Dominantní praktiky jsou široce využívány u partnerů ve vztazích nebo činnostech, kdy jsou fyzicky aktivní či ovládají své partnery. Submisivní role jsou široce využívána u partnerů ve vztazích nebo při činnostech, kdy jsou fyzicky vnímavými či kontrolovanými účastníky. Interakce mezi dominancí a submisivitou – kde se fyzická nebo mentální kontrola submisivního odevzdává dominantnímu – někdy se pro to používá pojem „výměna energie“, ať už v souvislosti s lekcí či vztahem.
Akce BDSM často konají v čase dohodnutém oběma stranami, jsou označovány jako „hra“, „scéna“ či „lekce“ Účastníci hry či lekce z ní obvykle mají potěšení, i když mnoho praktik – jako je vyvolávání bolesti či ponížení nebo omezování svobody – by bylo za jiných okolností nepříjemné. Explicitní sexuální aktivita, například sexuální penetrace, se objevuje občas během lekce, není ale nezbytná. Lekce se v právních důvodů zřídka konají ve veřejných prostorech. Někdy jsou i určité praktiky zakázány pravidly poskytovatelů lekce. Ať už se jedná o večírek v soukromých prostorech či v nočním klubu – pravidla se mohou lišit. Někde mohou být účastníci pouze ve spodním prádle, jinde je povolená úplná nahota se sexuálními praktikami.
Základní zásadou pro BDSM je, že je prováděna s výslovným souhlasem zúčastněných stran. Od osmdesátých let mnoho odborníků a organizací přijalo heslo (původně o účelu GMSMA – aktivistické gay organizace SM), které je „bezpečné, rozumné a konsensuální“, obvykle zkráceně „SSC“, což znamená, že vše je založeno na bezpečné činnosti, že všichni účastníci mají dostatečně zdravý/rozumný názor pro souhlas aktivitou a všichni účastníci praktikami souhlasí. Jedná se o právě vzájemný souhlas, který právně a eticky rozlišuje mezi BDSM a trestnými činy, jako je sexuální napadení či domácí násilí.

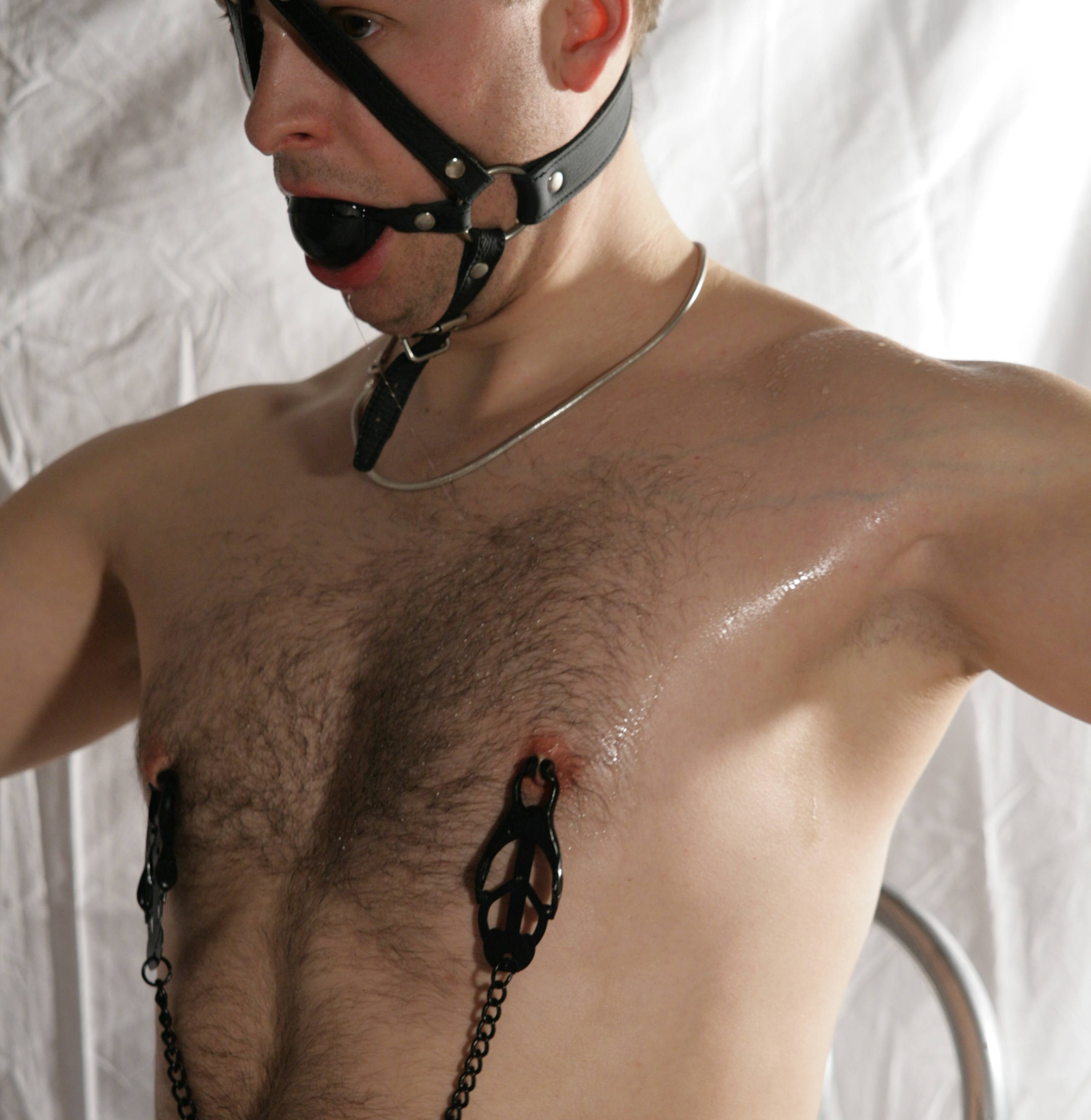
Muž s roubíkem a s kolíčky na bradavkách

Někteří praktikující BDSM dávají přednost kodexu chování, který se liší od „SSC“ Bezpečně, rozumně a po dohodě a jsou popisovány jako kink (výstřednosti), kdy účastníci jsou si vědomi rizik (RACK Risk-aware consensual kink), což naznačuje preferování stylu, ve kterém je důrazněji zdůrazňována individuální odpovědnost zúčastněných osob, přičemž je každý účastník zodpovědný za své zdraví. Zastánci RACK argumentují, že SSC může bránit diskusi o riziku, protože žádná činnost není skutečně „bezpečná“, a že diskuse o možnostech nízkého rizika je nutná pro skutečně informovaný souhlas. Dále tvrdí, že stanovení diskrétní hranice mezi „bezpečnými“ a „nebezpečnými“ činnostmi popírá ideologicky, že by dospělí měli právo hodnotit rizika vs. odměnu za sebe; že někteří dospělí budou přitahováni k určitým činnostem bez ohledu na riziko; a že s hrou BDSM – zvláště s vyšší rizikovou hrou nebo hraním – by se mělo zacházet stejně jako s extrémními sporty, s respektem i s požadavkem, aby se praktikující vzdělávali a praktikovali vysoce rizikové aktivity ke snížení rizika.
RACK znamená že zúčastněné osoby jsou si vědomy všech rizik, které provozované praktiky přinášejí, veškeré praktiky jsou provozovány se souhlasem a po vzájemné dohodě všech zúčastněných a jedná se o alternativní sexuální praktiky. Nejdůležitějším kritériem je zde souhlas. Souhlas a soulad se sadomasochistickou situací mohou udělit pouze lidé, kteří mohou posoudit potenciální následky. Pro jejich souhlas musí mít k dispozici relevantní informace (rozsah, v jakém bude lekce, možná rizika, bude-li použito bezpečnostní slovo, co jsou jednotlivé praktiky atd.) A nezbytná duševní schopnost posoudit rizika. Výsledný souhlas a porozumění je i možné shrnout v písemné „smlouvě“, což je dohoda o tom, jaké praktiky je možno a jaké praktiky nejsou možné.
Obecně jsou hry či lekce BDSM obvykle strukturovány způsobem, aby zde byla stále možnost, odvolání souhlasu partnera svůj souhlas kdykoli během lekce, například použitím bezpečnostního slova, které je předem dohodnuto. Používání dohodnutého bezpečnostního (nebo jindy „bezpečnostního symbolu“, jako je např. pád míče nebo zvonění, v případě kdy je při lekci omezena řeč), je považováno za výslovné odvolání souhlasu. Nedodržení bezpečného slova je považováno za závažné pochybení a mohlo by se dokonce změnit ze situace sexuálního souhlasu na trestný čin, v závislosti na příslušném právu, protože dominantní či submisivní účastník výslovně zrušil svůj souhlas s jakýmikoli úkony, které následují po použití bezpečnostního hesla. U jiných scénářů, zejména ve vztazích, může být dohodnuto bezpečné slovo, které upozorní na varování („toto je příliš intenzivní“), než na výslovné odvolání souhlasu; a jsou i tací, kteří se rozhodli bezpečnostní slovo nepoužívat vůbec.

### Terminologie a podtypy

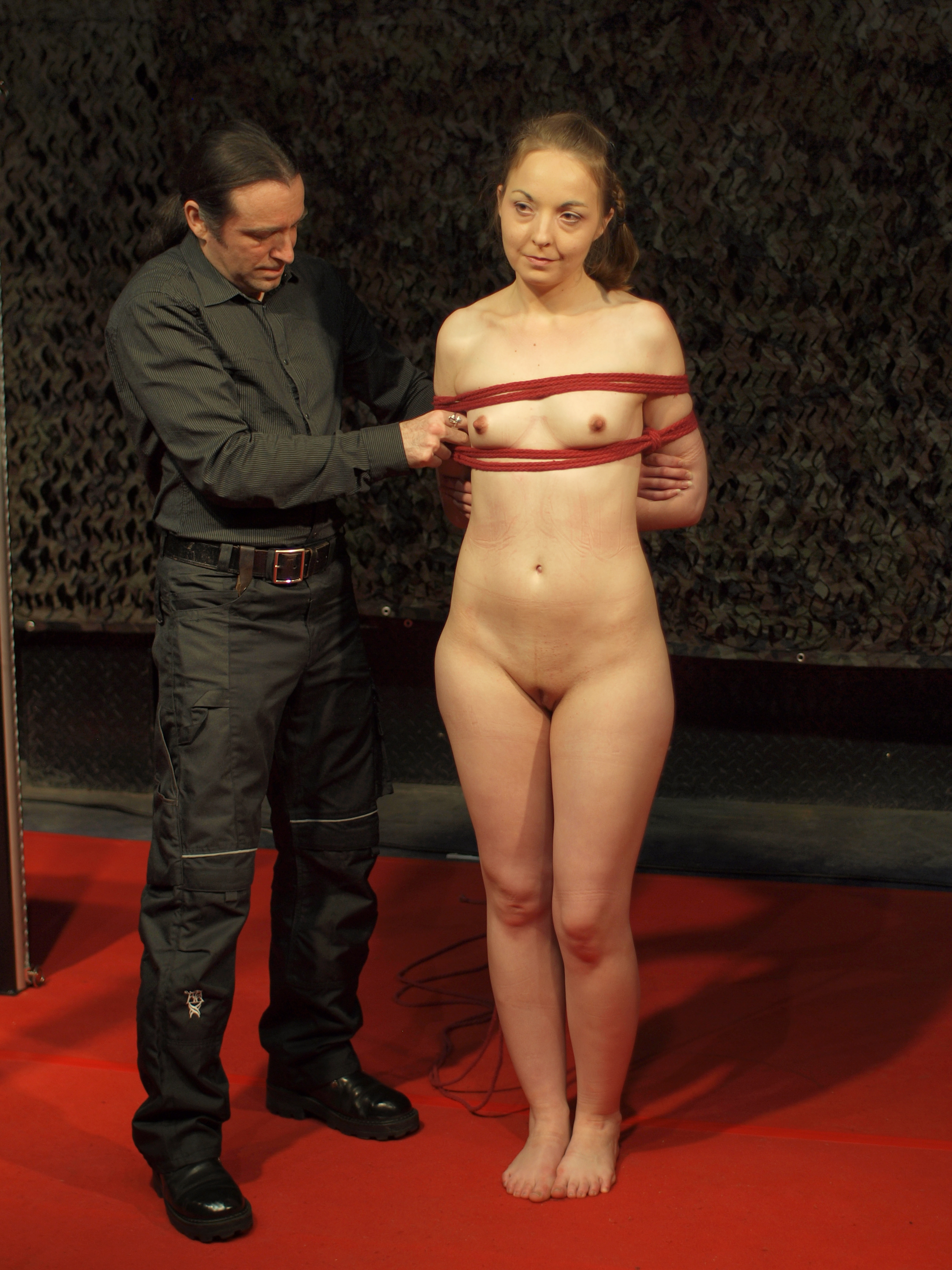
Mužský otrokář předvádí divákům, jak se svazuje žena, na BoundCon 2015 v Německu

Inicializační BDSM zahrnuje tyto psychologické a fyziologické aspekty:
- Bondage a disciplína (B&D)
- Dominance a submisivita (D&S)
  - Mužská dominance
  - Mužská submisivita
  - Ženská dominance
  - Ženská submisivita
  - Sadismus a masochismus (nebo sadomasochismus) (S&M)

Toto rozlišování mezi danými aspekty BDSM je v moderní literatuře stále více používáno. Nicméně jde pouze o pokus o fenomenologickou diferenciaci. Individuální vkus a preference v oblasti lidské sexuality se mohou mezi těmito oblastmi překrývat, diskutuje se o nich samostatně.
Bondage a disciplína jsou dva aspekty BDSM, které se nezdají být ve vzájemném vztahu díky typu provozovaných činností, ale koncepčně se podobají, a proto se objevují společně. Na rozdíl od ostatních dvou typů, B&D nedefinuje dominanci a submisivitu samotně, ale používá se k popisu obecných činností, přičemž jeden z partnerů je příjemce a dárce.
Otroctví je praxe fyzického omezení. Bondage je obvykle, ale ne vždy, sexuální praxe. Zatímco otroctví je velmi populární variace uvnitř větší komunity BDSM, přesto se někdy liší od zbytku komunity. V roce 2015 ukázala studie týkající se více než 1 000 Kanaďanů, že přibližně polovina všech mužů měla fantazie týkající se otroctví a téměř polovina žen je realizovala. Přísně řečeno, otroctví znamená svázat partnera pomocí pomůcek; například pomocí pout nebo lan nebo přivázáním paží např. k židli. Bondage lze také praktikovat přivázáním ke kříži řetězy či lany nebo k rozpěrným tyčím.
Termín kázeň popisuje psychologické omezování, s použitím pravidel a trestem ke kontrole zjevného chování. Trest může být bolest způsobená fyzicky (např. bičování), ponížení způsobené psychologicky (veřejné bičování) nebo ztráta svobody způsobená fyzicky (například připoutání poslušného partnera k noze postele). Dalším aspektem je strukturované školení submisivního partnera.
„Dominance a submisivita“ (také známé jako D&S, Ds nebo D/s) je soubor chování, zvyků a rituálů týkajících se udělování a přijímání kontroly jedním jednotlivcem nad druhým v kontextu erotiky či životního stylu. Zkoumá duševnější aspekt BDSM. To je také případ mnoha vztahů, které se nepovažují za sadomasochistické; považuje se však za součást BDSM, pokud je praktikována účelně. Rozsah jeho individuálních charakteristik je široký.